# Shigeharu Matsuyama
 (septembre 2024).
Shigeharu Matsuyama (松山 重治, Matsuyama Shigeharu) était un commandant militaire de la période Sengoku jusqu'à la période Azuchi-Momoyama. Un vassal du clan Miyoshi et du clan Oda.

## Biographie
Originaire de Sakai, à l'origine Hongan-ji Il était garde à l'époque, mais servit plus tard Hide Matsunaga et Nagayoshi Miyoshi. On dit qu'il était salué comme « un homme célèbre de Sakai » en raison de son éloquence rafraîchissante et de son talent pour les arts du spectacle tels que le Tambour, le Shakuhachi et le Chanson précoce, qui ont enthousiasmé le public.